# Ранди, Лоренцо Иларионе
Лоренцо Иларионе Ранди (итал. Lorenzo Ilarione Randi; 12 июля 1818, Баньякавалло, Папская область — 20 декабря 1887, Рим, королевство Италия) — итальянский куриальный кардинал. Вице-камерленго Святой Римской Церкви с 22 июня 1866 по 17 сентября 1875. Префект экономии Священной Конгрегации Пропаганды Веры с 10 мая 1884 по 17 сентября 1887. Кардинал in pectore с 15 марта по 17 сентября 1875. Кардинал-дьякон с 17 сентября 1875, с титулярной диаконией Санта-Мария-ин-Космедин с 23 сентября 1875. Кардинал-дьякон с титулярной диаконией Санта-Мария-ин-Виа-Лата с 23 сентября 1875. Кардинал-протодьякон с 20 декабря 1887 по 20 декабря 1887.

## Источник
- Информация  (англ.)